# USS Grady (DE-445)
USS Grady (DE-445) là một tàu hộ tống khu trục lớp John C. Butler từng phục vụ cùng Hải quân Hoa Kỳ trong Chiến tranh Thế giới thứ hai. Nó là chiếc tàu chiến duy nhất của Hải quân Hoa Kỳ được đặt cái tên này, theo tên Hạ sĩ Thủy quân Lục chiến George Francis Grady (1920–1942), người từng phục vụ cùng Sư đoàn 1 Thủy quân Lục chiến, đã tử trận trong Trận Gavutu vào ngày 7 tháng 8, 1942 và được truy tặng Huân chương Chữ thập Hải quân. Nó đã phục vụ trong suốt Thế chiến II, được cho ngừng hoạt động sau khi xung đột chấm dứt vào năm 1946, rồi được huy động trở lại để tiếp tục phục vụ trong giai đoạn Chiến tranh Lạnh từ năm 1947 đến năm 1957. Con tàu cuối cùng bị bán để tháo dỡ vào năm 1969. Grady được tặng thưởng ba Ngôi sao Chiến trận do thành tích phục vụ trong Thế Chiến II.

## Thiết kế và chế tạo
Lớp John C. Butler được thiết kế nhằm đáp ứng nhu cầu một số lượng lớn nhưng rẻ tiền của một kiểu tàu hộ tống chống tàu ngầm để hộ tống các đoàn tàu vận tải vượt đại dương. Chúng có chiều dài chung 306 foot (93,3 m), mạn tàu rộng 36 foot 10 inch (11,2 m) và mớn nước 13 foot 4 inch (4,1 m), trọng lượng choán nước tiêu chuẩn 1.350 tấn Anh (1.372 t), và lên đến 1.745 tấn Anh (1.773 t) khi đầy tải, với một thủy thủ đoàn bao gồm 14 sĩ quan và 201 thủy thủ. Con tàu được vận hành bởi hai turbine hơi nước hộp số Westinghouse; hơi nước được cung cấp bởi hai nồi hơi "D" Express, tạo ra công suất 12.000 mã lực càng (8.900 kW) và cho phép đạt được tốc độ tối đa 24 hải lý trên giờ (44 km/h; 28 mph). Nó có tầm hoạt động 6.000 hải lý (11.000 km; 6.900 mi) ở tốc độ đường trường 12 hải lý trên giờ (22 km/h; 14 mph).
Dàn vũ khí chính bao gồm hai tháp pháo 5-inch/38 caliber đa dụng nòng đơn, được dẫn đường bởi hệ thống điều khiển hỏa lực Mark 51; vũ khí phòng không gồm hai khẩu đội Bofors 40 mm L/60 nòng đôi và mười khẩu Oerlikon 20 mm nòng đơn cũng được dẫn đường bởi hệ thống Mark 51. Ngoài ba ống phóng ngư lôi 21 inch (533 mm), vũ khí chống ngầm bao gồm hai đường ray thả mìn sâu, tám máy phóng mìn sâu K-gun cùng một dàn súng cối chống ngầm Hedgehog. Con tàu được trang bị sonar kiểu QC, radar dò tìm mặt biển SL và radar dò tìm không trung SA.
Grady được đặt lườn tại xưởng tàu của hãng Federal Shipbuilding and Dry Dock Company ở Newark, New Jersey vào ngày 3 tháng 1, 1944. Nó được hạ thủy vào ngày 2 tháng 4, 1944, được đỡ đầu bởi cô Margaret Grady, em gái của Hạ sĩ Grady, và được cho nhập biên chế cùng Hải quân Hoa Kỳ vào ngày 11 tháng 9, 1944 dưới quyền chỉ huy của Hạm trưởng, Thiếu tá Hải quân Francis R. King.

## Lịch sử hoạt động

### Thế Chiến II
Sau khi hoàn tất việc chạy thử máy huấn luyện tại khu vực Bermuda từ ngày 2 tháng 10 đến ngày 2 tháng 11, 1944, Grady quay trở lại Boston, Massachusetts để sửa chữa sau chạy thử máy. Chuẩn bị để được điều động sang khu vực Mặt trận Thái Bình Dương, nó lên đường vào ngày 17 tháng 11 để hộ tống tàu vận chuyển tấn công Chilton (APA-38) đi sang Norfolk, Virginia, và từ đây đi sang San Diego, California ngang qua kênh đào Panama, đến nơi vào ngày 4 tháng 12. Nó tiếp tục ghé đến San Francisco, California trong chặng đường hướng sang quần đảo Hawaii, đi đến Trân Châu Cảng vào ngày 15 tháng 12; rồi cho đến ngày 23 tháng 12 nó phục vụ cho việc huấn luyện phi công của tàu sân bay Saratoga (CV-3), từng cứu vớt ba phi công bị rơi xuống biển.
Lên đường vào ngày 26 tháng 12, Grady đi ngang qua Eniwetok để hướng sang Ulithi, đến nơi vào ngày 10 tháng 1, 1945. Trong ba tháng tiếp theo nó phục vụ hộ tống cho một đội tiếp liệu, có nhiệm vụ tiếp nhiên liệu trên biển cho các đội đặc nhiệm thuộc Đệ Tam hạm đội, vốn đang tiến hành không kích các căn cứ của quân Nhật tại Đài Loan và dọc theo bờ biển Trung Quốc. Sau đó nó đi đến ngoài khơi Iwo Jima vào ngày 10 tháng 2 để bảo vệ cho các tàu sân bay hộ tống, vốn đang tiến hành không kích chuẩn bị cho cuộc đổ bộ lên hòn đảo này. Khi cuộc đổ bộ diễn ra vào ngày 19 tháng 2, nó tuần tra để bảo vệ chống tàu ngầm cho lực lượng đổ bộ cho đến ngày 2 tháng 3, khi nó rời khu vực quần đảo Volcano để quay trở về quần đảo Marianna.
Đi đến Saipan vào ngày 5 tháng 3, Grady được tiếp nhiên liệu rồi lên đường ngày vào ngày hôm sau. Đi đến Espiritu Santo vào ngày 19 tháng 3, nó tham gia chuẩn bị cho chiến dịch đổ bộ cuối cùng của cuộc chiến tranh lên Okinawa. Khởi hành vào ngày 25 tháng 3 và có một chặng dừng tại Ulithi, nó hộ tống đoàn tàu vận tải đi đến ngoài khơi bãi đổ bộ vào ngày 9 tháng 4, khi trận chiến trên bộ đang diễn ra ác liệt. Con tàu đảm nhận một nhiệm vụ quan trọng là tuần tra chống tàu ngầm và phòng không tại các trạm canh phòng chung quanh Okinawa; với mục đích cảnh báo sớm các đợt không kích của đối phương, nó trở thành đối tượng chính của các cuộc tấn công tự sát. Vào ngày 16 tháng 4, nó cùng với tàu khu trục Metcalf (DD-595) bắn rơi một máy bay Kamikaze tại trạm D-37 ngoài khơi Okinawa.
Tạm thời tách khỏi nhiệm vụ nguy hiểm này, Grady hộ tống năm tàu vận tải đi Saipan từ ngày 5 đến ngày 16 tháng 5, rồi quay trở lại và tiếp nối hoạt động tại các trạm canh phòng chung quanh Okinawa cho đến ngày 28 tháng 6. Lên đường hướng sang Philippines, nó đi đến vịnh Leyte vào ngày 1 tháng 7, và đang làm nhiệm vụ tuần tra ven bờ khi Nhật Bản chấp nhận đầu hàng vào ngày 15 tháng 8, giúp chấm dứt vĩnh viễn cuộc xung đột. Nó tiếp tục hoạt động tại vùng biển Philippines sau chiến tranh, thực hiện hai chuyến hộ tống vận tải đến Okinawa trước khi lên đường từ vịnh Manila vào ngày 5 tháng 11 để quay trở về Hoa Kỳ.
Đi ngang qua Trân Châu Cảng, Grady về đến San Pedro, Los Angeles vào ngày 26 tháng 11. Nó được kéo đến San Diego, California và được cho xuất biên chế tại đây vào ngày 2 tháng 7, 1946.

### 1947 - 1957
Được đưa về Đội San Diego trực thuộc Hạm đội Dự bị Thái Bình Dương, Grady bị bỏ không cho đến ngày 27 tháng 4, 1947 khi nó được chuyển sang trạng thái hoạt động trong thành phần dự bị. Trong ba năm tiếp theo, con tàu phục vụ như tàu huấn luyện cho nhân sự Hải quân Dự bị Hoa Kỳ, trực thuộc Quân khu Hải quân 13, đặt căn cứ tại Bellingham, Washington, và thực hiện những chuyến đi thực hành huấn luyện kéo dài 2-3 tuần dành cho học viên sĩ quan dự bị. Nó chuyển sang trạng thái biên chế dự bị vào ngày 1 tháng 8, 1950, rồi chính thức tái biên chế trở lại cùng lực lượng thường trực từ ngày 21 tháng 11, 1950. Dù vậy, nó vẫn tiếp nối nhiệm vụ huấn luyện dự bị cùng Quân khu Hải quân 12 từ căn cứ San Francisco, California, đồng thời hoạt động như tàu huấn luyện cho Trường Sonar Hạm đội tại San Diego, California.
Grady được cho xuất biên chế lần sau cùng vào ngày 18 tháng 12, 1957, và tiếp tục được đưa về Hạm đội Dự bị Thái Bình Dương, neo đậu tại Stockton, California. Tên nó được cho rút khỏi danh sách Đăng bạ Hải quân vào ngày 30 tháng 6, 1968, và con tàu bị bán để tháo dỡ vào tháng 6, 1969.

## Phần thưởng
Grady được tặng thưởng ba Ngôi sao Chiến trận do thành tích phục vụ trong Thế Chiến II.
| Bronze star · Bronze star |  |             |
|                           |  | Bronze star |

| Huân chương Chiến dịch Hoa Kỳ        | Huân chương Chiến dịch Hoa Kỳ         | Huân chương Chiến dịch Châu Á-Thái Bình Dương với 2 Ngôi sao Chiến trận | Huân chương Chiến dịch Châu Á-Thái Bình Dương với 2 Ngôi sao Chiến trận  |
| Huân chương Chiến thắng Thế Chiến II | Huân chương Phục vụ Phòng vệ Quốc gia | Huân chương Phục vụ Phòng vệ Quốc gia                                   | Huân chương Giải phóng Philippine (Philippine) với 1 Ngôi sao Chiến trận |